# Branchiocerianthus norvegicus
Branchiocerianthus norvegicus is een hydroïdpoliep uit de familie Corymorphidae. De poliep komt uit het geslacht Branchiocerianthus. Branchiocerianthus norvegicus werd in 1957 voor het eerst wetenschappelijk beschreven door Brattström. 